# بیگ دیگ
پروژه تونل/شریان مرکزی که عموما با نام بیگ دیگ شناخته می شود یک ابر پروژه در بوستون بود که شریان مرکزی بزرگراه بین ایالتی ۹۳ ، یک بزرگراه اصلی در قلب شهر، را به یک تونل ۲.۴ کیلومتری به نام توماس پی اونیل جونیور تغییر مسیر داد. این پروژه همچنین شامل ساخت تونل تد ویلیامز(ادامه بزرگراه بین ایالتی ۹۰ به فرودگاه بین‌المللی لوگان)، پل یادبود زکیم بانکر هیل بر روی رودخانه چارلز و مسیر سبز رز کندی در فضای خالی شده از مسیر مرتفع قبلی بزرگراه ۹۳ بود. ذر ابتدا این طرح شامل یک مسیر ریلی بین دو پایانه اصلی قطارهای بوستون نیز می شد. برنامه ریزی در ۱۹۸۲ شروع شد، ساخت پروژه بین سالهای ۱۹۹۱ تا ۲۰۰۶ انجام شد و در ۳۱ دسامبر ۲۰۰۷ با به پایان رسیدن همکاری بین مدیریت پروژه و سازمان بزرگراههای ماساچوست خاتمه یافت.
بیگ دیگ بزرگترین پروژه بزرگراهی در ایالات متحده است که گرفتار افزایش هزینه، تاخیر، افشاگری، ایرادات طراحی، هزینه های اجرای ضعیف و استفاده از مصالح زیر استاندارد، اتهامات جنایی و بازداشت، و مرگ یک راننده شد. پروژه در ابتدا برای اتمام در سال ۱۹۹۸ با هزینه ۲.۸ میلیارد دلاری(به دلار سال ۱۹۸۲، با نرخ برابری تورم معادل ۷.۴ میلیارد دلار در سال ۲۰۲۰) برنامه ریزی شده بود.
اگرچه پروژه در دسامبر ۲۰۰۷ با هزینه بیش از ۸.۰۸ میلیارد دلاری تکمیل شد(که با معادل سازی تورم برای دلار سال ۱۹۸۲ معادل ۲۱.۵ میلیارد می شود که به معنای افزایش هزینه ۱۹۰% است). بوستون گلوب تخمین زده که این پروژه نهایتا با بهره اش ۲۲ میلیارد دلار هزینه داشته باشد که تا سال ۲۰۳۸ هم پرداخت نخواهد شد. به خاطر تلفات، خسارات و دیگر عیوب طراحی، بکتل و پارسونز برینکرهاف-کنسرسیوم ناظر بر پروژه- با پرداخت ۴۰۷ میلیون دلار و چندین شرکت کوچکت هم با پرداخت حدود ۵۱ میلیون دلار به عنوان غرامت موافقت کردند.
مسیر سبز رز فیتزجرالد حدودا ۲.۴ کیلومتر است. مجموعه ای از پارکها و فضاهای عمومی که قسمت نهایی بیگ بیگ پس از زیر زمینی شدن بزرگراه بین ایالتی ۹۳ است. این مسیر سبز در ۲۶ جولای ۲۰۰۴ رسما به افتخار مادرسالار خاندان کندی رز فیتزجرالد کندی نامگذاری شد.

Boston's highway system before and after the Central Artery/Tunnel Project